# IC 5145
IC 5145 — галактика типу Sab (компактна витягнута галактика) у сузір'ї Пегас.
Цей об'єкт міститься в оригінальній редакції індексного каталогу.